# Alfonso Quiñónez Molina

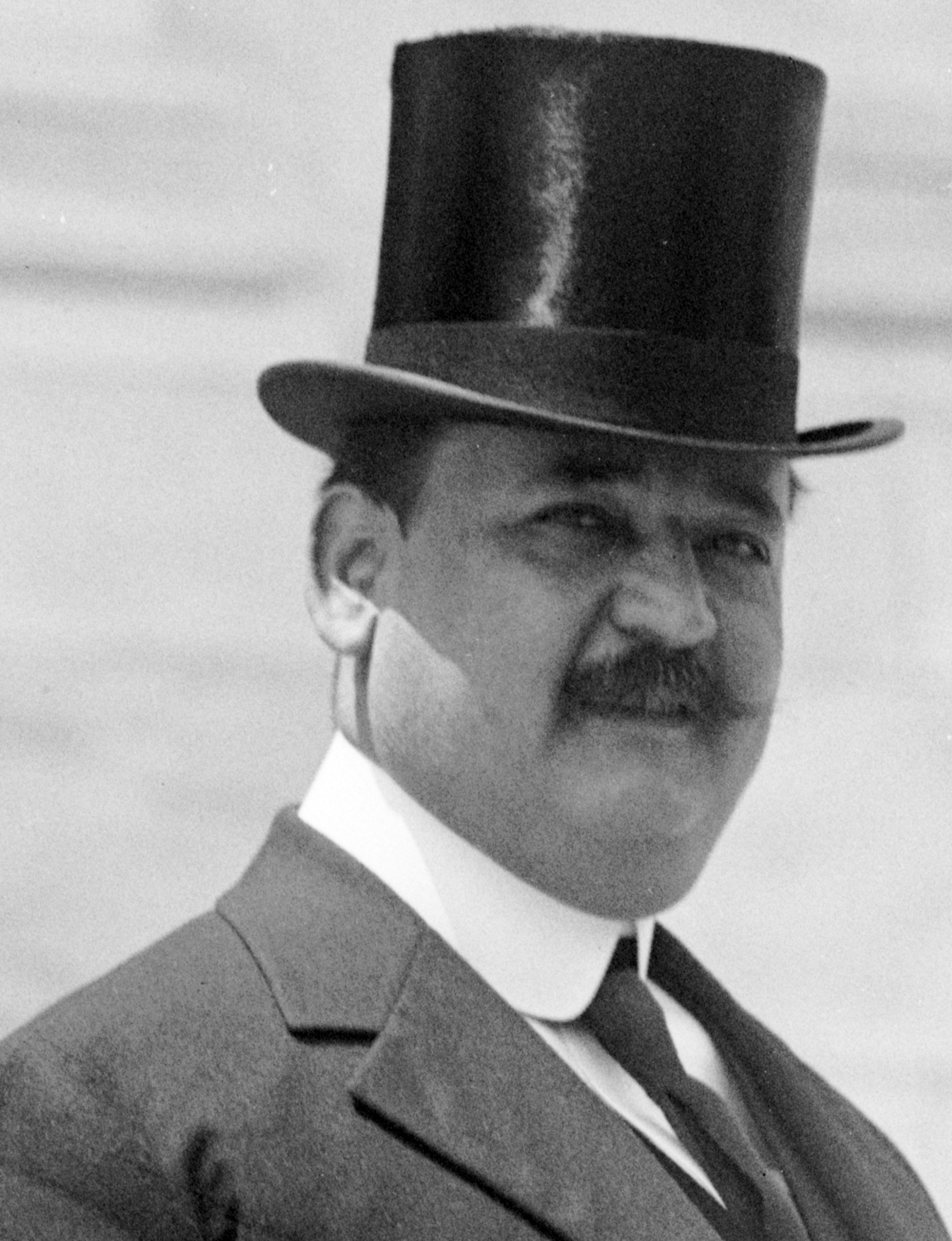
Alfonso Quiñones Molina

Alfonso Quiñónez Molina, auch Quiñónes (* 11. Januar 1874 in Suchitoto; † 22. Mai 1950 in San Salvador), war ein salvadorianischer Politiker und dreimal Präsident von El Salvador.

## Leben
Seine Eltern waren Aurelia Molina und Lucio Quiñones. Alfonso Quiñónez Molina war Mitglied der liberalen Partido Democratico.
Er heiratete Leonor Meléndez, die Schwester von Jorge Meléndez.
Ihre Tochter war Mercedes Quiñonez Meléndez. Er war Professor für Hygiene und Medizin an der Universidad de El Salvador.
Im Leitungsgremium der Psychiatrie war er dritter Nachrücksprecher, Nachrückrat der medizinischen Fakultät und später zweiter Sprecher Leitungsgremiums der Abteilung zur Vorbeugung gegen veneröse Krankheiten. Er leitete das Psychiatrie und Asyl Sara. Vom 25. Dezember 1909 bis zum 3. Januar 1910 sandte ihn die Regierung Fernando Figueroa als Delegierten auf die Cuarta Conferencia Sanitaria Internacional de las Repúblicas Americanas nach San José.
Er verteidigte die Interessen der Kaffeeoligarchie. Am 4. März 1914 wurde er vom Parlament zum Präsidenten proklamiert, womit die Meléndez-Quinoñez-Dynastie (1914 bis 1927) fortgesetzt wurde.
Im Mai 1915 war Quinóñes auf einer Pan American Union-Konferenz in Washington und wurde zu einer Warn-Note an Wilhelm II. von Woodrow Wilson interviewt.
Während der Präsidentschaften von seinem Schwager Carlos Meléndez (1913–1914; 1915–1918) sowie dessen Bruder Jorge Meléndez (1919–1923) war Quinónez Stellvertreter. Als solcher war er in den Wahlkampfzeiten 1914 und 1918 vorübergehend geschäftsführender Präsident.
1918 gründete Quiñones die Liga Roja als Bindeglied zwischen Bourgeoisie-Regierung und Arbeiter. Sie wird teilweise als Prototyp einer populär-miltanten Staatspartei eingeschätzt.
Formal handelte es sich bei der Staatsform von El Salvador unter seiner Regierung von 1923 bis 1927 um eine Demokratie. Die politische Arbeit der Opposition wurde wirksam mit repressiven Mitteln unterbunden. Als populäre Maßnahmen dekretierte er im Mai 1926 eine Mietpreissenkung für Wohnungen und ließ Sozialwohnungsbaugenossenschaften zu.
Kurz vor Ende seiner Amtsperiode ernannte er seinen bisherigen Stellvertreter Pío Romero Bosque zu Präsidenten. Die Praxis, dass Präsidenten ihre Nachfolger bestimmen, hatte in El Salvador Tradition. So respektierten sie das Wiederwahlverbot und sicherten sich Wohlwollen in der Staatsführung. Am 1. März 1927 gab Quiñónez sein Amt an Pío Romero Bosque ab. Pío Romero Bosque gehörte nicht zum Agujero de oro, die Melendez-Dynastie glaubte eine willige Marionette installiert zu haben.